# Oxyurichthys ophthalmonema
Oxyurichthys ophthalmonema is een straalvinnige vissensoort uit de familie van grondels (Gobiidae). De wetenschappelijke naam van de soort is voor het eerst geldig gepubliceerd in 1856-1857 door Pieter Bleeker.
De soort werd ontdekt in de zee rond het eiland Ternate in Nederlands-Indië.